# Hideyuki Akai
Hideyuki Akai (赤井 秀行 Akai Hideyuki?, nacido el 2 de mayo de 1985 en Chiba) es un exfutbolista japonés. Jugaba de defensa y su último club fue el SC Sagamihara de Japón.

## Trayectoria

### Clubes
| Club          | País  | Año         |
| ------------- | ----- | ----------- |
| Tochigi SC    | Japón | 2008 - 2016 |
| SC Sagamihara | Japón | 2016        |

## Estadística de carrera

### J. League
| Club          | Año   | J. League | J. League | Copa J. League | Copa J. League | Total | Total |
| Club          | Año   | Part.     | Goles     | Part.          | Goles          | Part. | Goles |
| ------------- | ----- | --------- | --------- | -------------- | -------------- | ----- | ----- |
| Tochigi SC    | 2009  | 37        | 0         | -              | -              | 37    | 0     |
| Tochigi SC    | 2010  | 26        | 2         | -              | -              | 26    | 2     |
| Tochigi SC    | 2011  | 19        | 1         | -              | -              | 19    | 1     |
| Tochigi SC    | 2012  | 21        | 1         | -              | -              | 21    | 1     |
| Tochigi SC    | 2013  | 24        | 1         | -              | -              | 24    | 1     |
| Tochigi SC    | 2014  | 30        | 1         | -              | -              | 30    | 1     |
| Tochigi SC    | 2015  | 6         | 0         | -              | -              | 6     | 0     |
| Tochigi SC    | 2016  | 0         | 0         | -              | -              | 0     | 0     |
| SC Sagamihara | 2016  | 10        | 0         | -              | -              | 10    | 0     |
| Total         | Total | 173       | 6         | 0              | 0              | 173   | 6     |